# Phaonia grunini
Phaonia grunini är en tvåvingeart som beskrevs av Zinovjev 1980. Phaonia grunini ingår i släktet Phaonia och familjen husflugor.
Artens utbredningsområde är Mongoliet. Inga underarter finns listade i Catalogue of Life.